# Симбо, Акиюки
Акиюки Симбо (яп. 新房 昭之 Симбо: Акиюки, род. 27 сентября 1961) — японский режиссёр анимации, художник-мультипликатор. Также известен под псевдонимами Хомура Содзи (яп. 帆村壮二), Сиия Тайдзи (яп. 椎谷太志) и Минамидзава Дзюхати (яп. 南澤十八). С 2004 года активно сотрудничает со студией Shaft.

## Биография
Окончил Токийскую академию дизайна. По распределению, вместе с другом-мангакой Кадзуки Такахаси, был направлен в студию One Pattern, где начал свою карьеру как художник-мультипликатор. В тот же период начинал и Масахито Ямасита.

## Список работ

### Аниме

#### Режиссёр анимации
- Metal Fighter Miku (1994)
- Starship Girl Yamamoto Yohko (1995)
- Twilight of the Dark Master (1998)
- The SoulTaker (2001)
- Unbalance (2002, под псевдонимом Минамидзава Дзюхати)
- Blood Royal (2002, под псевдонимом Минамидзава Дзюхати)
- Seijun Kango Gakuin Shinjin Nurse (2002, под псевдонимом Минамидзава Дзюхати)
- Ryokan Shirasagi (2003, под псевдонимом Минамидзава Дзюхати)
- Yuuwaku (2003, под псевдонимом Минамидзава Дзюхати)
- Magical Girl Lyrical Nanoha (2004)
- Le Portrait de Petite Cossette (2004)
- Tsukuyomi: Moon Phase (2004)
- Pani Poni Dash! (2005)
- Negima!: Magister Negi Magi (2006, также несколько OVA)
- Hidamari Sketch (2007)
- Sayonara Zetsubou Sensei (2007 — 2 сезона; 2009 — 3-й сезон)
- Maria†Holic (2009)
- Natsu no Arashi! (2009, 2 сезона)
- Bakemonogatari (2009, состав серий)
- Dance in the Vampire Bund (2009)
- Arakawa Under the Bridge (2010, 2 сезона)
- Soredemo Machi wa Mawatteiru (2010)
- Denpa Onna to Seishun Otoko (2011)
- Katte ni Kaizou (2011)
- Mahou Shoujo Madoka Magika (2011)
- Maria†Holic Alive (2011)
- Nisemonogatari (2012)
- Sasami-san@Ganbaranai (2013)
- Nisekoi (2014)
- Mekakucity Actors (2014)
- Tsukimonogatari (2014)
- Gourmet Girl Graffiti
- Nisekoi (Season 2, 2015)
- Owarimonogatari (2015)
- Sangatsu no Lion (2016)
- Fate/Extra Last Encore (2018)